# Цанси
Цанси́ (кит. упр. 苍溪, пиньинь Cāngxī) — уезд городского округа Гуанъюань провинции Сычуань (КНР).

## История
Уезд Цанси был образован при империи Западная Вэй. При империи Северная Вэй в 420 году он был переименован в Ханьчан (汉昌县), при империи Суй в 598 году уезду было возвращено старое название. При империи Мин в 1377 году он опять был переименован в Ханьчан, при империи Цин в 1667 году опять стал называться Цанси.
В 1950 году был образован Специальный район Цзяньгэ (剑阁专区), и уезд вошёл в его состав. В 1952 году Специальный район Цзяньгэ был переименован в Специальный район Гуанъюань (广元专区). В 1953 году Специальный район Гуанъюань был расформирован, и уезд перешёл в подчинение Специального района Наньчун (南充专区). В 1970 году Специальный район Наньчун стал Округом Наньчун (南充地区).
В 1985 году постановлением Госсовета КНР был образован городской округ Гуанъюань, и уезд Цанси был передан в его состав.

## Административное деление
Уезд Цанси делится на 24 посёлка и 15 волостей.

## Знаменитые уроженцы
- Ван Цзяньлинь (род.1954) — китайский предприниматель, филантроп, депутат Всекитайского собрания народных представителей.